# Юрське узбережжя
Ю́рське узбережжя, також Узбережжя Дорсетширу та Східного Девонширу — частина узбережжя на півдні Англії протяжністю 155 км. Виявлені тут породи належать до мезозойської ери та охоплюють період 185 млн років.
Понад 300 років місцевий ландшафт досліджують науковці. 2001 року узбережжя Дорсетшира та східного Девоншира було занесено до списку об'єктів Світової спадщини ЮНЕСКО у Великої Британії. Це перший природний об'єкт світової спадщини на території країни.

## Геологія

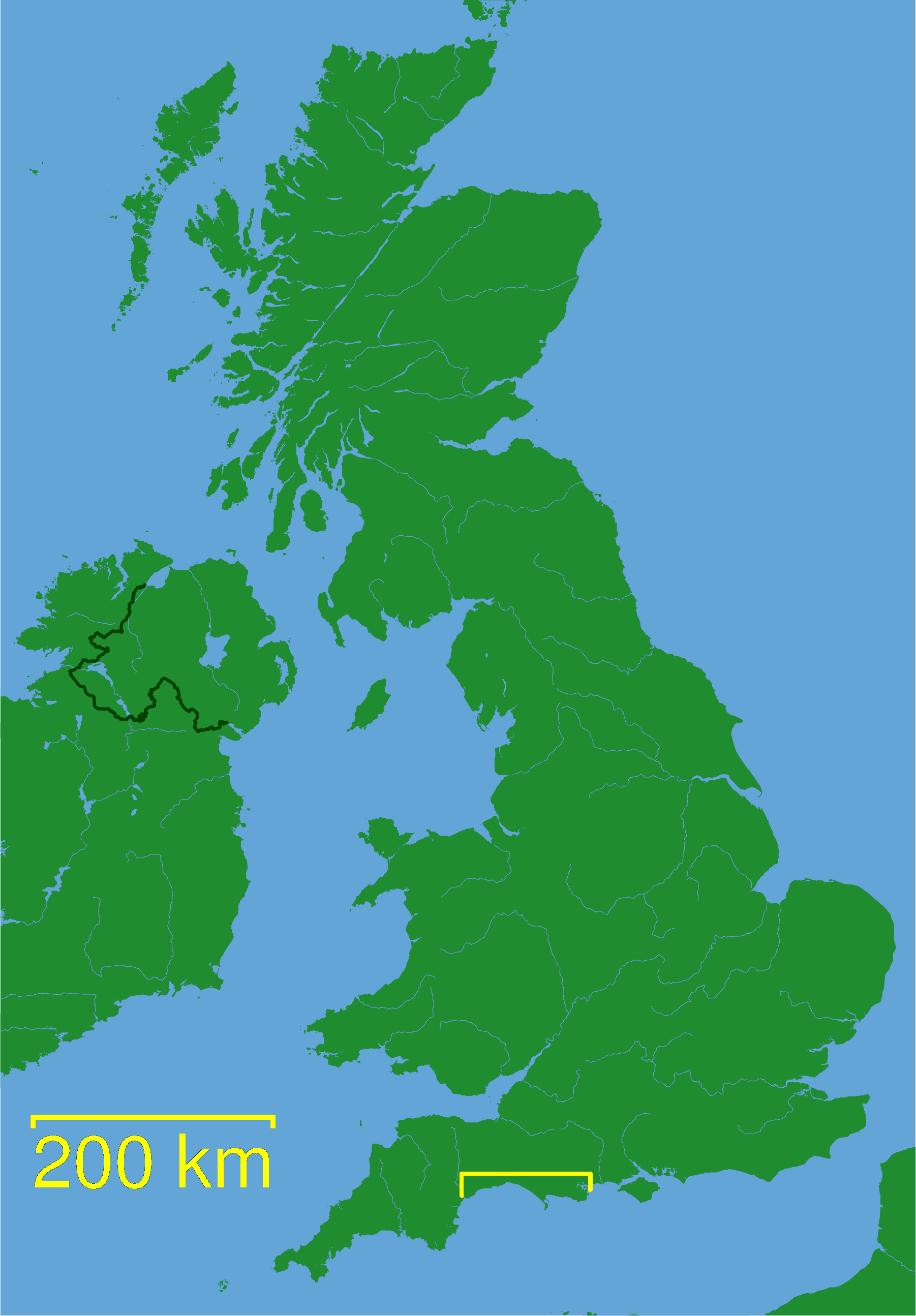
Юрське узбережжя

Велика різноманітність ландшафтів узбережжя (пляжі, затоки, печери, обриви, арки тощо) відображає 185 млн років геологічної історії Землі й охоплює всі три періоди мезозою (тріасовий, юрський та крейдовий). Під час тріасового періоду ця місцевість знаходилася в самому центрі континенту Пангея, на схід від великого гірського ланцюга, залишки якого збереглися в Дортмурі. Під час юрського періоду, який характеризується розпадом Пангеї, прибережні скелі Дорсета та східного Девону були біля доволі глибокого моря або болота, залежно від змін рівня моря. У цей період сформувалася низка островів на мілководді. На початку крейдового періоду умови на узбережжі були схожі з сьогоднішнім Аравійським півостровом, та згодом клімат став помірнішим. У теплій воді поширилися мікроорганізми, які дали основу для формування білої крейди.

## Охоронна територія
На думку фахівців комітету Світової спадщини, занесення узбережжя до списку істотно поліпшить охорону території, що особливо важливо на регіональному рівні. Вже на етапі номінування підвищена увага преси до об'єкта посилила ентузіазм серед місцевих жителів. Комітет Світової спадщини залучив фінансування будівництва нового автобусного маршруту узбережжям. За підтримки компанії BP було видано путівник юрського узбережжя.
Відкриття Юрського наукового центру (Jurassic Studies Centre) в Лайм Реджисі дозволило проводити польові студії з природничих наук на території об'єкта. Курси з геології, етимології, мінералогії, палеонтології для студентів різного рівня проводяться з березня 2010 року за підтримки Музею природознавства в Лондоні.

## Туризм
Завдяки мальовничості пейзажу Юрське узбережжя є одним з улюблених туристичних маршрутів Англії. Особливо популярними є пішохідні походи вздовж South West Coast Path. Особливо цікавими з туристичного погляду є геологічні пам'ятки узбережжя, такі як ліс закам'янілостей біля Лалворт Коув (Lulworth Cove) та скельний міст Дердл-Дор, а також численні висоти, з яких відкриваються особливо мальовничі краєвиди. Вартими уваги є такі місця, як острів Портленд, закам'янілості, виставлені в Чартмуцькому центрі спадщини узбережжя та печери біля Біїра. Центральний центр спадщини (World Heritage Coast Centre) відкрито у Веймуті.

## Найближчі міста
Найближчі до Юрського узбережжя міста й містечка, так звані «міста-ворота» (Gateway Towns) є першою зупинкою туристів, що бажають відвідати Юрське узбережжя. У цих містечках зазвичай є відповідна інфраструктура та заклади для наукових та туристичних відвідин узбережжя. Містами-воротами Юрського узбережжя вважаються такі населені пункти:
- Біїр (Beer)
- Бадлет Салтертон (Budleigh Salterton)
- Чармут (Charmouth)
- Ексмут (Exmouth)
- Лайм-Реджис (Lyme Regis)
- Портленд (Isle of Portland)
- Сітон (Seaton)
- Сідмут (Sidmouth)
- Свонидж (Swanage)
- Вергам (Wareham)
- Веймут (Weymouth)

## Галерея
|  |  |  |  |

|  |  |  |